# Willy Boly
Willy-Arnaud Zobo Boly (* 3. Februar 1991 in Melun) ist ein französisch-ivorischer Fußballspieler, der als Innenverteidiger für den Premier-League-Klub Nottingham Forest spielt.

## Vereinskarriere
Der in Melun (Seine-et-Marne), in der Nähe von Paris, geborene Boly spielte Jugendfußball für verschiedene Vereine und verbrachte drei Jahre an der Akademie von INF Clairefontaine. Er debütierte später für die Reserve von AJ Auxerre und unterzeichnete im Februar 2011 seinen ersten Profivertrag, nachdem er einem Dreijahresvertrag mit einer Option für ein viertes zugestimmt hatte. Am 16. April 2011 gab Boly sein Ligue-1-Debüt, indem er die vollen 90 Minuten bei einem 1:0-Auswärtssieg gegen den FC Toulouse spielte. Er erzielte sein erstes Tor in dem Wettbewerb am folgenden Spieltag bei einem 1:1-Unentschieden gegen RC Lens.
Am 1. September 2014 wechselte Boly nach Portugal und unterschrieb bei Sporting Braga einem Vierjahresvertrag. Er verbrachte seine erste Saison mit bei der B-Mannschaft in der Segunda Liga. In seiner zweiten Saison konnte er sich fest in der ersten Mannschaft etablieren und die Taça de Portugal gewinnen.
Am 31. August 2016 unterzeichnete Boly einen Fünfjahresvertrag bei dem FC Porto mit einer Ausstiegsklausel in Höhe von 45 Millionen Euro. Er bestritt während seines Aufenthalts dort allerdings nur acht Pflichtspiele. Er absolvierte am sein Debüt in der Champions League bei einer 0:1-Niederlage gegen Juventus Turin.
Am 8. Juli 2017 wechselte Boly auf Leihbasis zu Wolverhampton Wanderers, einem Verein der Football League Championship, und traf dort wieder auf seinen ehemaligen Cheftrainer Nuno Espírito Santo. Er debütierte am ersten Spieltag der Saison, bei einem 1:0-Heimsieg gegen den FC Middlesbrough, und erzielte sein erstes Tor am 31. Oktober, bei einem 2:0-Auswärtssieg gegen Norwich City.
Nachdem er bei 37 Auftritten in der EFL Championship 2017/18 zum Aufstieg beigetragen hatte, unterzeichnete Boly einen mehrjährigen Vertrag bei den Wolves. Er gab sein Premier-League-Debüt am 11. August 2018, in einem 2:2-Heim-Unentschieden gegen den FC Everton. Er erzielte sein erstes Tor in dem Wettbewerb zwei Wochen später bei einem 1:1-Unentschieden gegen Manchester City. Insgesamt wurde er in der Premier League 2018/19 in 36 Spielen eingesetzt und beendete die Saison mit dem Aufsteiger auf einem sehr guten siebten Tabellenplatz. Nach 22 sowie 21 Ligapartien in den beiden folgenden Spielzeiten, wurde er in der Premier League 2021/22 in lediglich 10 Spielen für die Wolves eingesetzt.
Am 1. September 2022 unterschrieb der 31-Jährige einen Zweijahresvertrag beim Premier-League-Aufsteiger Nottingham Forest und verließ Wolverhampton damit nach fünf Jahren.

## Nationalmannschaft
Bolys Eltern stammen aus der Elfenbeinküste. Er spielte für verschiedene Jugendauswahlen Frankreichs (U-16, U-17, U-19 und U-20). Am 12. November 2020 debütierte er für die ivorische Fußballnationalmannschaft bei einem 2:1-Heimsieg über Madagaskar in der Qualifikation für den Afrika-Cup 2022. Nach der erfolgreichen Qualifikation wurde er in den Kader für den Afrika-Cup 2022 in Kamerun berufen. Dort blieb er jedoch ohne Einsatz und schied mit seinem Team bereits im Achtelfinale aus. Mit der Mannschaft nahm er erneut am Afrika-Cup 2024 teil, den das Team gewinnen konnte. Er selbst kam dabei in vier der sieben Spiele zum Einsatz.

## Titel und Erfolge
- Afrika-Cup-Sieger: 2024
- Portugiesischer Pokalsieger: 2016

Persönliche Auszeichnungen
- PFA Team of the Year (Football League Championship): 2018